# Hiremaralihalli, Savanur
Hiremaralihalli là một làng thuộc tehsil Savanur, huyện Haveri, bang Karnataka, Ấn Độ.